# The Elite Ball
The Elite Ball è un cortometraggio muto del 1913 diretto e interpretato da Mack Sennett con Nick Cogley e Fred Mace. Prodotto dalla Keystone, il film uscì nelle sale il 3 febbraio 1913, distribuito dalla Mutual Film.

## Produzione
Fu prodotto dalla Keystone.

## Distribuzione
Distribuito dalla Mutual Film, il film - un cortometraggio di 202,70 metri - uscì nelle sale il 3 febbraio 1913 in programma split-reel con il cortometraggio Just Brown's Luck.